# Aulus Cornelius Celsus
Aulus Cornelius Celsus (geboren ca. 25 v.Chr.) was een Romeins schrijver van een encyclopedisch werk, waarvan alleen het medische gedeelte bewaard is gebleven.

## Leven
Celsus leefde in het tijdperk van het principaat van keizer Tiberius (14 tot 37 n.Chr.). Aulus Cornelius Celsus was een man die zich thuis voelde in alle takken van de wetenschap. Dit talent liet hij naar voren komen in zijn encyclopedie, die in de filologie de titel Artes ('de ambachten') meekreeg. De oorspronkelijke naam van deze encyclopedie is niet overgeleverd. Het is onbekend of Celsus zelf de geneeskunde ooit in de praktijk heeft beoefend. Ook over het verdere leven van Celsus is weinig of niets bekend.

## DeArtes
De oorspronkelijke Artes behandelde zes verschillende onderwerpen, namelijk landbouw, krijgskunde, retorica, filosofie, recht en geneeskunde. Van de oorspronkelijke encyclopedie zijn alleen de acht geneeskundige boeken, de nummers 6 tot en met 13, bewaard gebleven. De acht bewaarde boeken worden samen de De medicina, over de geneeskunde, genoemd.
Waarschijnlijk gingen de eerste vier boeken van de encyclopedie over landbouw. Daarna kwamen de acht boeken van de De medicina. Daarnaast waren er waarschijnlijk 6 boeken over filosofie. Het is niet bekend uit hoeveel boeken de andere onderwerpen bestonden.

## De medicina

De medicina

Het eerste boek van De medicina bevat een inleiding over de geschiedenis van de geneeskunde. Deze inleiding is van grote waarde, omdat veel vroegere werken over geneeskunde verloren zijn gegaan. Het tweede boek beschrijft hoe men gezond kan blijven in verschillende periodes van het leven, maar ook in verschillende seizoenen van het jaar. Het bevat een lijst met methodes om bepaalde kwalen en ziekten tegen te gaan. Het derde boek gaat over acute en chronische ziekten die het hele lichaam treffen zoals de griep. Het vierde boek beschrijft ziektes en afwijking die invloed hebben op delen van het lichaam. De vier boeken samen worden de Diaiêtikê genoemd.
De twee volgende boeken geven een beschrijving van medicijnen die bepaalde ziektes kunnen voorkomen en genezen, en heten samen de Pharmakeutiké..
In de laatste twee boeken, de Cheirourgia, behandelt Celsus de chirurgie. Volgens Celsus moet een chirurg jong zijn; zijn hand moet krachtig, vast en nooit trillend zijn; links en rechts moeten evenveel kunnen; zijn ogen moeten een scherp en helder zicht hebben; hij moet niet afgeleid worden. Het achtste boek gaat over verschillende typen breuken en ontwrichtingen.

## Schrijfstijl
Het opvallende aan Celsus boeken over de geneeskunde is dat hij niet alleen behandelingen met medicijnen beschreef zoals de Grieken dat deden, maar ook open stond voor alternatieve methoden. Hiermee lijkt hij een weg tussen rationalisme en empirisme in te slaan.
Celsus gebruikt in zijn encyclopedie vaak Griekse termen of Griekse manieren van schrijven. Dit is erg opvallend, omdat Romeinen anders schrijven dan Grieken. Celsus schreef dus niet volgens de Romeinse standaard, dit kan een van de redenen zijn waarom zijn werk niet zo populair was onder zijn tijdgenoten.
Celsus’ boeken waren elegant geschreven en ze waren dan ook eeuwenlang succesvol.
De Artes was het eerste geneeskundige boek geschreven in het Latijn dat nu nog intact is. De eerste zin van de Artes luidt: Ut alimenta sanis corporibus agricultura, sic sanitatem aegris medicina promittit: zoals de landbouw voeding belooft aan gezonde, belooft de geneeskunde gezondheid aan zieke lichamen. Het valt meteen met de deur in huis.
Volgens Celsus is het wreed om in gevangenen te snijden om te zien hoe het lichaam er van binnen uitziet. Dat heeft ook geen zin, omdat de samenstelling van het lichaam verandert als je het opensnijdt. Als er bij een gewond persoon in het lichaam te kijken is mag dit wel, ter bevordering van de kennis van de menselijke anatomie.
Zijn beschrijving van het gezonde leven is streng maar duidelijk. Hij gebruikt de klassieke vertelwijze waarbij hij welgevormde praktische zinnen maakt zonder een overbodig woord.

## Kritiek
Quintilianus noemde Celsus een mediocri vir ingenio ofwel een man van middelmatige intelligentie. Waarschijnlijk ergerde hij zich aan het feit dat Celsus de retorica als slechts een van de vele vakken zag, in plaats van als iets bijzonders.

## Nederlandse vertaling
- De geneeskunst, ingeleid, vertaald en van noten voorzien door John Nagelkerken, Julius Roos, Theo van de Wiel en Jacqueline König, 2017, ISBN 9789463400978